# 全国選抜小学生プログラミング大会
全国選抜小学生プログラミング大会は、 全国新聞社事業協議会が主催する、小学生を対象にしたプログラミング大会。
決勝は大会ホームページにて配信される。2022年度の大会は、初めて東京国際フォーラムでリアル開催された。

## 概要
高度なプログラミング技術を持つ「天才発掘」ではなく、プログラミングによって社会を生き抜く思考力・行動力・プロデュース力を含めた総合的な「人間力」を育てることに寄与する大会。日本在住の小学生が応募でき、個人、団体、共に可。テーマは「みんなのみらい」。
独自の発想やアルゴリズムに基づいたプログラムにより制作した、アプリ、映像、ロボット、ドローンなどを応募できる。採点基準は、 発想力40点満点、表現力30点満点、技術力30点満点の100点満点。

## 歴代のグランプリ[4][5][6][7]
| 年度     | 合計応募数 | 都道府県名 | 学年 (当時) | 名前        | 作品名                           |
| -------- | ---------- | ---------- | ----------- | ----------- | -------------------------------- |
| 2020年度 | 673        | 宮崎県     | 6年         | 平川 晴茄   | ぶらっしゅとーく                 |
| 2021年度 | 927        | 鹿児島県   | 5年         | 小田原 叶和 | アミと一緒に！未来へつむぐ大島紬 |
| 2022年度 | 998        | 広島県     | 6年         | 堀田 奈音   | よんでみん？                     |